# 마석초등학교 녹촌분교
마석초등학교 녹촌분교는 대한민국 경기도 남양주시에 있었던 공립 초등학교이다. 2019년 기준으로, 남양주시의 마지막 분교장이었으나, 끝내 폐교되었다.

## 학교 연혁
- 1965년 6월 1일: 마석국민학교 녹촌분교장 개교
- 1996년 3월 1일: 병설유치원 개원
- 1996년 3월 1일: 마석초등학교 녹촌분교장으로 개칭
- 2017년 2월 28일: 병설유치원 휴원
- 2019년 2월 28일: 폐교

## 참고 자료
- 마석초등학교녹촌분교장 - 한국교육학술정보원 학교알리미